# Menzinger Straße 125 (München)

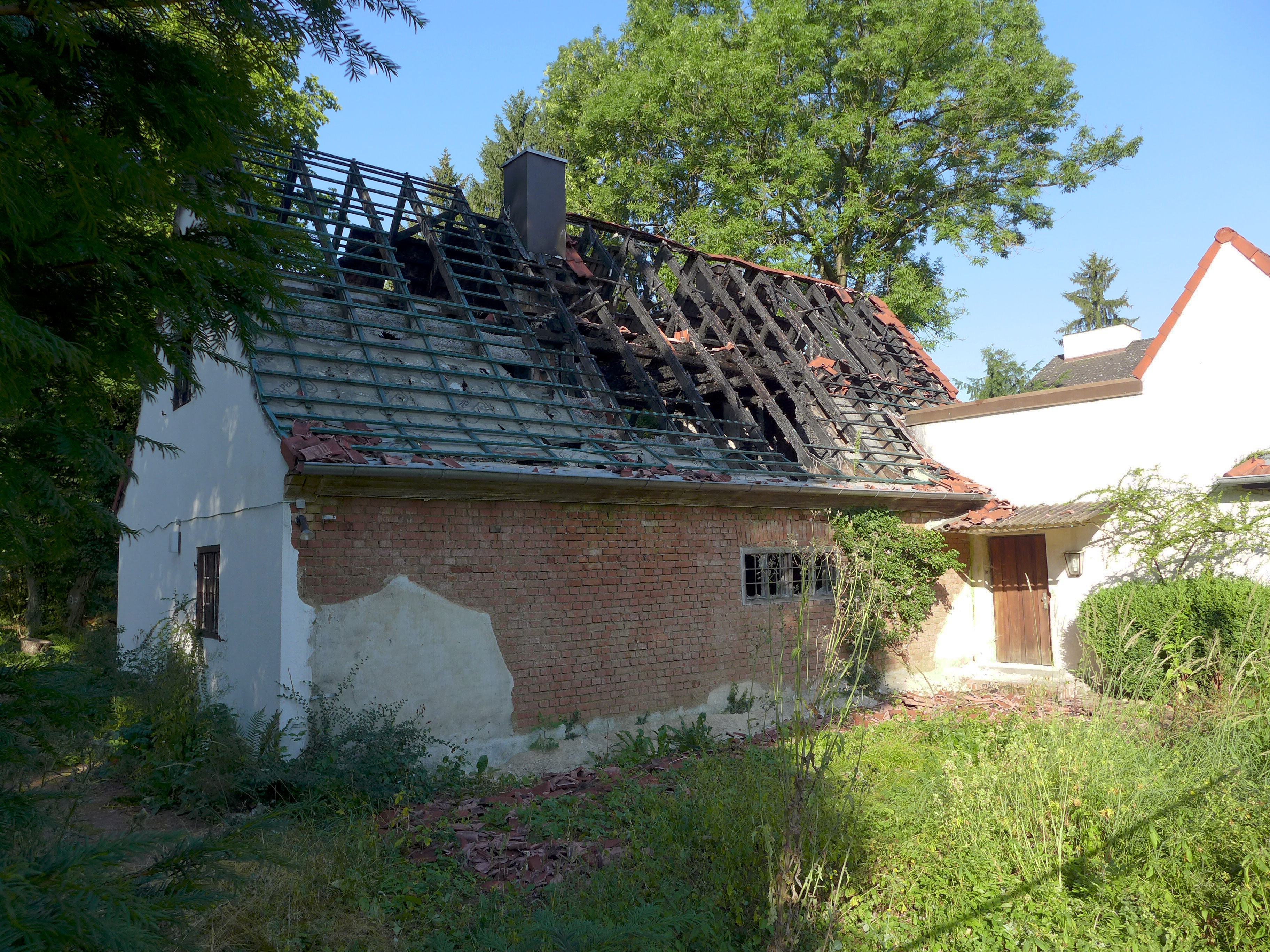
Menzinger Str. 125 – nach Brand im Jahr 2012

Das für sich selbst errichtete Wohn- und Atelierhaus des Architekten Gustav Gsaenger in der Menzinger Straße 125 aus den Jahren 1926 bis 1928 wurde erst 2012 in die Denkmalliste aufgenommen. Es musste aber bereits wenige Monate später wieder gestrichen werden, nachdem das Gebäude durch einen Brand mit unbekannter Ursache völlig zerstört worden war.

## Beschreibung
Das Gebäude mit steilem Satteldach setzte sich aus zwei versetzt zueinander angeordneten eingeschossigen Bauteilen mit Satteldächern mit flacheren Anläufen zusammen. Im größeren Gebäudeteil befanden sich ursprünglich die Küche, die Wohnräume und das Atelier, während die Schlafräume im kleineren Gebäudeteil waren, dem ein Laubengang mit geschnitzten, hölzernen Balustern vorgesetzt war. Das Gebäude wurde 1940 umgebaut und das Atelier von Gsaenger in den kleineren Gebäudeteil und die Schlafräume in den größeren Gebäudeteil verlegt.